# Loreto (Olaszország)
Loreto egy 13 ezres kisváros Közép-Olaszország keleti részén, Marche régió Ancona megyéjében, Ancona városától 20 km-rel dél-délkeletre, nem messze az Adriától, a Loreto-hegység előterében. Olaszország leghíresebb búcsújáró helye.

## A legenda
Maga a kegyhely egy kis, egyszerű, terméskőből rakott házikó (a Santa Casa), amely – egy, a 14. században kelt legenda szerint – eredetileg a Szentföldön állt; ez volt a Szent Család otthona. Amikor a keresztesek kiszorultak Palesztinából, a házat angyalok fölemelték és áttelepítették:
- először a dalmáciai Tersattóba,
- majd egy Recanati melletti babérligetbe,
- végül jelenlegi helyére.

## Az épületegyüttes
A házikó köré a 15-16. században bazilikát emeltek fölé, a Santuario della Santa Casa székesegyház kupolája alatt áll, és alacsony fal veszi körül, amelynek márvány díszítményeit Donato Bramante tervezte. A bazilika ékessége három, a 16. század végén készített bronzkapu; művészileg jelentősek beltéri mozaikjai és freskói.
A Santa Casát kápolnává alakították. A házikóban álló, fekete, arannyal és elefántcsonttal díszített Madonna-szobrot állítólag Lukács evangélista faragta, cédrusfából.

## Kulturális hatása
Valószínűleg innen származik az egyik legrégibb bűnbánó ima, a loretói litánia.
Az ellenreformáció idején a Santa Casa mintegy félszáz másolatát építették föl Közép-Európa különböző országaiban, főként Csehországban. A prágai Hradzsinban a teljes épületegyüttest lemásolták (1626–1750 között): ez ott a Loretói Szűz Mária-templom.